# 沪闵路
沪闵路是中國上海市的一条主要道路，从徐汇区漕宝路龙漕路路口向西南延伸至莘庄，折向南穿过闵行区到达闵行渡口，全长约20公里，其中莘庄立交至北松公路段（路牌表记称沪闵公路）为 320国道的一部分。

## 歷史
1921年到1922年，李英石、黄申锡等集资50万元修筑了全长27.53公里的沪闵南柘长途汽车路（簡稱沪闵南柘路，意思是连接上海—闵行—南桥—柘林）沪闵段，当时是一条9米宽的煤碴路。1930年代公路从黄浦江对岸继续延伸到杭州，沪闵路成为沪杭公路的起始段。1958年，上海市建设闵行工业卫星城，将沪闵路拓宽，改为柏油路面，并截弯取直改经莘庄镇，原新龙华至颛桥段老公路改称老沪闵路。
沪闵路是莘庄镇、颛桥镇、北桥镇、江川路街道等地区前往市区的主要通道之一，周边有上海体育场、上海南站、锦江乐园等建筑以及多个居民区，使得沪闵路交通繁忙。 外环高速以北路段建有沪闵高架路以缓解交通压力，沪闵路南段终点建有闵浦二桥，已于2010年5月21日建成通车。上海轨道交通一号线漕宝路站以南路段以及五号线大部分路段与沪闵路平行，也起到了分流交通压力的作用。

## 主要交汇道路（由北向南）
- 漕宝路/龙漕路（接漕溪路）
- 柳州路
- 桂林路/老沪闵路
- 虹漕南路
- 虹梅路/虹梅南路（中环路）
- 莲花路/莲花南路
- 万源路
- 沪昆高速、 外环高速、 沪金高速（莘庄立交）
- 水清路/水清南路
- 七莘路、莘松路
- 莘建路/莘建东路
- 沁春路/春申路
- 银都路
- 金都路
- 光华路
- 颛兴路/颛兴东路、老沪闵路
- 联农路
- 元江路
- 北松公路/放鹤路
- 陪昆东路
- 剑川路
- 东川路
- 江川路/江川东路
- 浦江路（过闵浦二桥接沪杭公路）

## 轨道交通
- 漕宝路口：112漕宝路站
- 柳州路口：1315-金山上海南站站
- 虹梅路口：1锦江乐园站
- 莲花路口：1莲花路站
- 外环路口：1外环路站
- 水清南路口附近：15-金山莘庄站
- 春申路口：5春申路站
- 银都路口：5-嘉闵银都路站
- 颛兴路口：5颛桥站
- 北松公路口：5北桥站
- 剑川路口：5剑川路站
- 东川路口：523东川路站
- 江川路口：5江川路站